# Emmerin
Emmerin ist eine französische Kleinstadt mit 3026 Einwohnern (Stand: 1. Januar 2022) im Département Nord in der Region Hauts-de-France. Sie gehört zum Arrondissement Lille und zum Kanton Faches-Thumesnil. Die Einwohner werden Emmerinois(es) genannt.

## Geographie
Emmerin liegt am Canal de la Deûle und gehört zu den banlieues von Lille. Umgeben wird Emmerin von den Nachbargemeinden Haubourdin im Westen und Norden, Loos im Nordosten und Osten, Wattignies im Südosten, Noyelles-lès-Seclin im Süden sowie Houplin-Ancoisne im Südwesten.

## Geschichte
486 soll der Ort gegründet worden sein. In einer Bulle Papst Pascals II. wurde der Ort dann als Amerin 1104 genannt.

### Bevölkerungsentwicklung
| Jahr      | 1962 | 1968 | 1975 | 1982 | 1990 | 1999 | 2010 | 2020 |
| Einwohner | 1875 | 2109 | 2313 | 2411 | 2997 | 3029 | 3199 | 3077 |

## Sehenswürdigkeiten
- Kirche Saint-Barthélemy, 1158 ursprünglich errichtet, abgebrochen und 1850 auf den Fundamenten erneut errichtet
- Schloss Emmerin
- Schloss Guermanez, im Stil des 15. Jahrhunderts 1850 errichtet

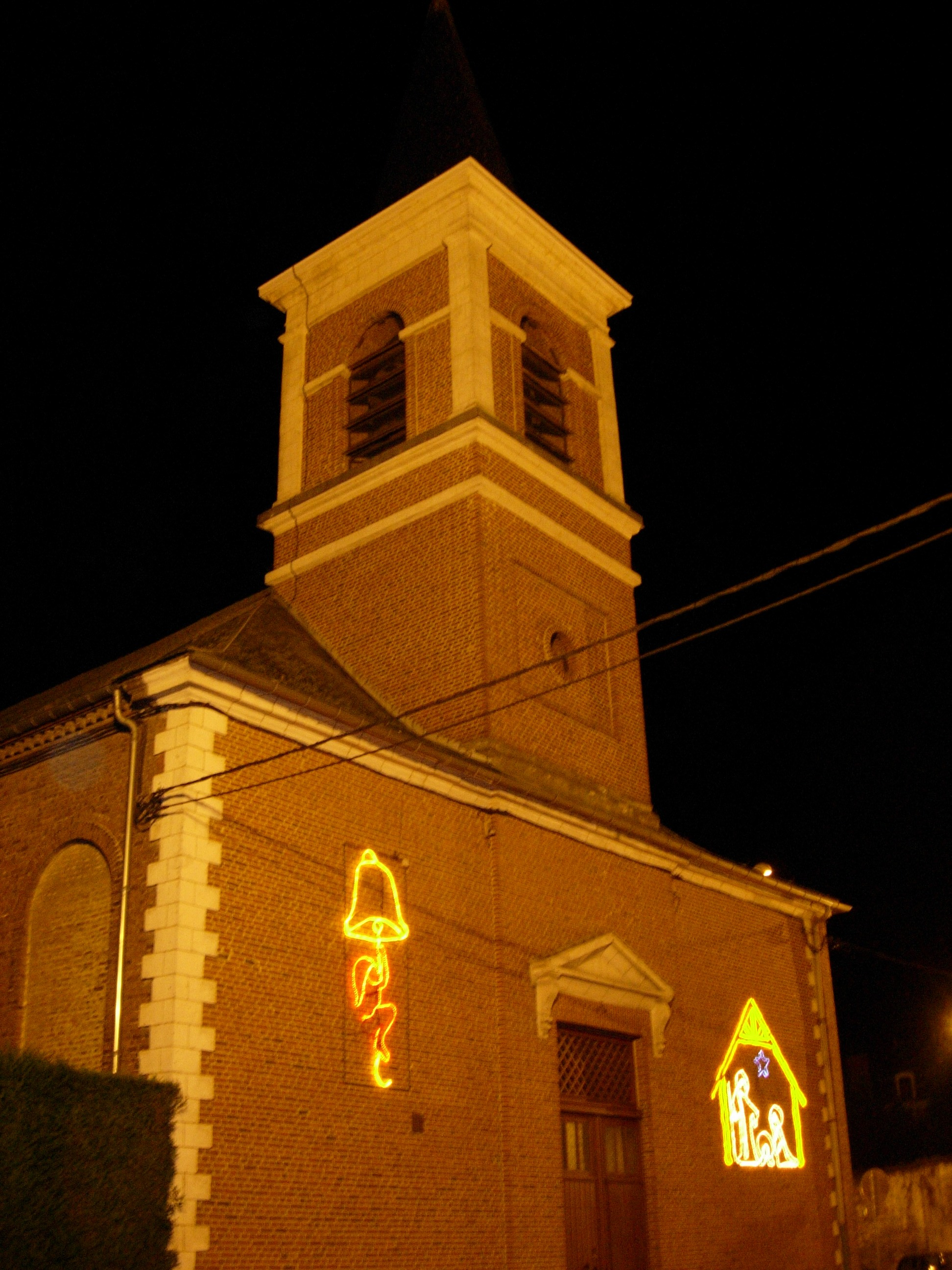
Kirche Saint-Barthélemy